# Pero de Álava
Pero de Álava es el nombre de una variedad cultivar de manzano (Malus domestica) Está cultivada en la colección del Banco de Germoplasma del manzano de la Universidad Pública de Navarra con el N.º BGM273 de ejemplares procedentes de esquejes localizados en Álava (País Vasco).

## Sinónimos
- "Manzana Pero de Álava",[7]
- "Pero de Álava Sagarra",[8][9][10][11][12]
- "Manzana-pera de la Montaña Alavesa".[13]

## Características
El manzano de la variedad 'Pero de Álava' tiene un vigor medio. El árbol tiene tamaño medio y porte erecto, con tendencia a ramificar baja, con hábitos de fructificación en ramos cortos y largos; ramos con pubescencia ausente o muy débil; presencia de lenticelas muy escasa; grosor de los ramos medio; longitud de los entrenudos corta.
Tamaño de las flores pequeño, disposición de los pétalos tangentes, color de la flor abierta blanco rosado; época de floración muy tardía, con una duración de la floración media. Incompatibilidad de alelos S2 S9 S?.
Las hojas tienen una longitud del limbo de tamaño medio, con color verde oscuro, pubescencia presente, con la superficie poco brillante. Forma del limbo es cordifome, forma del ápice apicular, forma de los dientes ondulados, y la forma de la base del limbo redondeado. Plegamiento del limbo con porte horizontal; estípulas filiformes; longitud del pecíolo medio.
La variedad de manzana 'Pero de Álava' tiene un fruto de tamaño pequeño, de forma oblongo cónica; con color de fondo verde, con sobre color de importancia ausente; grosor de pedúnculo medio, profundidad cavidad pedúncular grande; profundidad de la cavidad calicina grande; apertura del ojo cerrado; color de la carne crema; acidez media, azúcar alto, y firmeza de la carne alta.
Época de maduración y recolección tardía; se cultiva en zonas altas. Se usa como manzana de mesa, y también como manzana de sidra. Se conserva muy bien, hasta junio del año siguiente a su recolección, si se conserva en lugar fresco y sin nevera; por lo que se considera que es una fruta de gran calidad.

## Susceptibilidades
- Oidio: ataque débil
- Moteado: ataque débil
- Fuego bacteriano: ataque medio
- Carpocapsa: no presenta
- Pulgón verde: ataque débil
- Araña roja: ataque débil[4][15]